# A·J·史泰爾斯
艾倫·尼爾·瓊斯（英語：Allen Neal Jones，1977年6月2日—）是出生於美國北卡羅萊納州的職業摔角手，他以「A·J·史泰爾斯」（A.J. Styles）為主要使用的擂台名稱。他是位在多個職業摔角聯盟拿下各項冠軍的選手，包含ROH聯盟的雙打冠軍、TNA聯盟的5次三冠王與2次大滿貫頭銜、美國海外新日本摔角聯盟的2次IWGP重量級冠軍腰帶、和WWE世界冠軍腰帶、美國冠軍腰帶與洲際冠軍腰帶等等多項榮譽。
他多次被視為世界上最傑出的摔角選手之一，例如曾被摔角雜誌《Pro Wrestling Illustrated》評比為2010年度前500大選手的第一位，以及2016年的年度最佳選手。他也曾塑造出多個被評列為年度最精彩內容的賽事，包刮在TNA聯盟2005年《Unbreakable》大賽裡對決克里斯多福·丹尼爾斯與薩摩亞·喬的三人攻防戰、新日本職業摔角2014年《G1 Climax》舉辦期間和鈴木實的對抗、以及WWE聯盟2016年《夏日衝擊》上與約翰·希南的一對一單打等等比賽。

## 經歷

### 早年
小時候艾倫是由有酗酒問題的父親所養大，當時因家計貧困因素無法支付有線電視費用，他並沒有在電視上接觸認識到職業摔角的機會。青少年時期他就讀喬治亞州當地的強森高中（Johnson High School），之後於1996年畢業。
唸安德森大學時艾倫在朋友介紹下開始想投入摔角試試，便進入職業摔角學校，接受瑞克·麥克斯的摔角技巧訓練。此期間為了生計艾倫有做過割草皮，或是駕駛救護車等兼職工作。

### 職業摔角手

#### 出道
1998年全國冠軍摔角（National Championship Wrestling、NCW）節目於喬治亞州巡迴演出時，艾倫首次以摔角手身份亮相，他一開始所採用的擂台名稱是奧林匹亞先生（Mr. Olympia），並且是蒙面造型的選手。雖然艾倫在首次登場結果是輸給對手麥克·布魯克斯（Michael Brooks），但隔年8月艾倫拿下了NCW電視錦標賽冠軍腰帶。
1999年10月NCW與全國摔角同盟（National Wrestling Alliance、NWA）給合併成狂野全國摔角同盟（National Wrestling Alliance Wildside、NWA Wildside）後，艾倫開始使用了A·J·史泰爾斯來做為擂台名。

#### 獨立圈時期

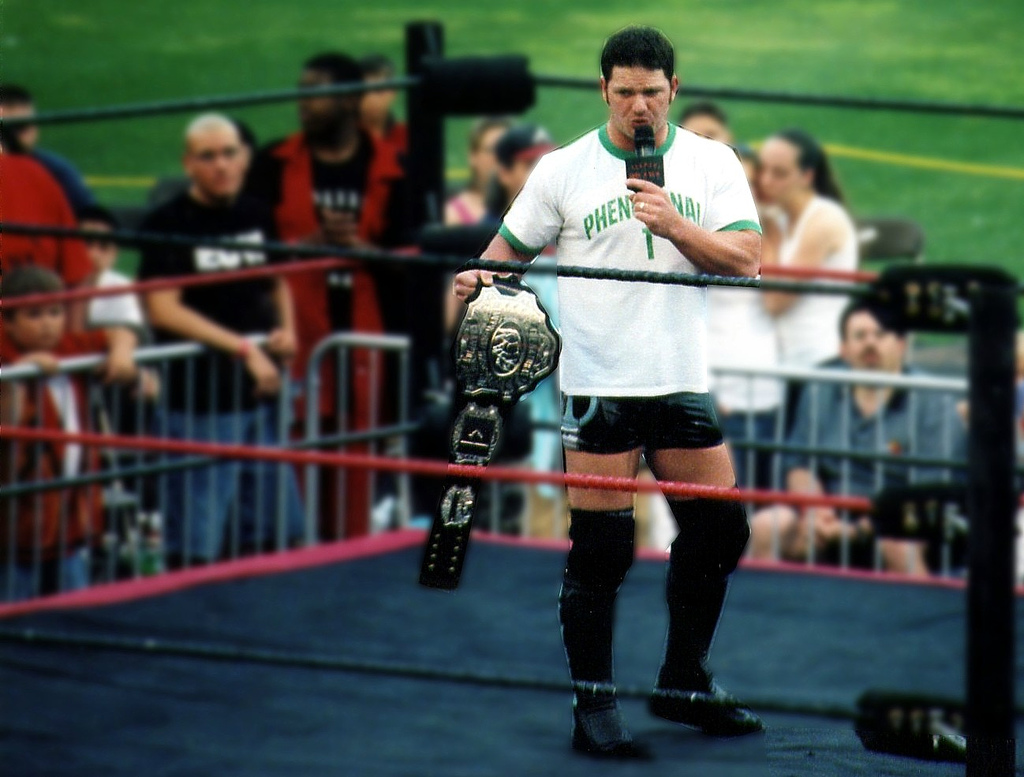
2005年在水牛城當地獨立圈摔角演出的A·J。

2000年前後期間A·J在各獨立圈摔角界的定位較不明顯，當時他跑遍許多不同地方的摔角聯盟露面出賽。2001年10月曾前往全職業摔角（All Pro Wrestling、APW）參加名為「印第之王」（King of Indies）的晉級賽，當時A·J在第二回合被往後生涯裡常面對的對手「墮落天使」克里斯多福·丹尼爾斯給淘汰。11月裡改在激動摔角聯盟（Xcitement Wrestling Federation、XWF）打巡航艦級冠軍腰帶的淘汰賽，過程裡A·J則再次輸給克里斯多福·丹尼爾斯。
2002年春季A·J有在美國德拉瓦州的東海岸摔角聯盟（East Coast Wrestling Association、ECWA），以及海外澳洲的世界摔角全明星（World Wrestling All-Stars、WWA）兩邊來回打比賽，其中3月的ECWA前8強晉級賽雖失利，不過4月於WWA有擊敗傑里·林恩，獲得到WWA巡航艦級冠軍腰帶。6月裡A·J改到競賽顛覆者摔角（Game Changer Wrestling、GCW）參加澤西J冠軍盃競賽（Jersey-J Cup），最後成績是止於準決賽。10月中有遠赴英國的邊境摔角聯盟（Frontier Wrestling Alliance、FWA）和之前在獨立圈常見面的傑里·林恩等人碰頭對戰。
獨立圈闖盪時的A·J曾有數次在美國前兩大摔角聯盟WCW與WWF（之後的WWE）裡露面，如2001年2至3月期間有與飛天·巴利斯合組成雙打團隊於WCW的《Thunder》，或是《Nitro》等節目出賽。WWF的首次露面則在2002年1月26日的《Metal》節目裡，對上當時以超級英雄為打扮造型的「颶風俠」葛雷格利·海勒斯。雖然2002年4月WWF曾打算向A·J提出正式簽約，但A·J當時考慮到若與WWF簽約就得搬家至辛辛那提接受WWF訓練，而這樣做會阻礙到他妻子完成大學學業的計劃，便因此緣故放棄在WWF的發展機會。

#### ROH時期

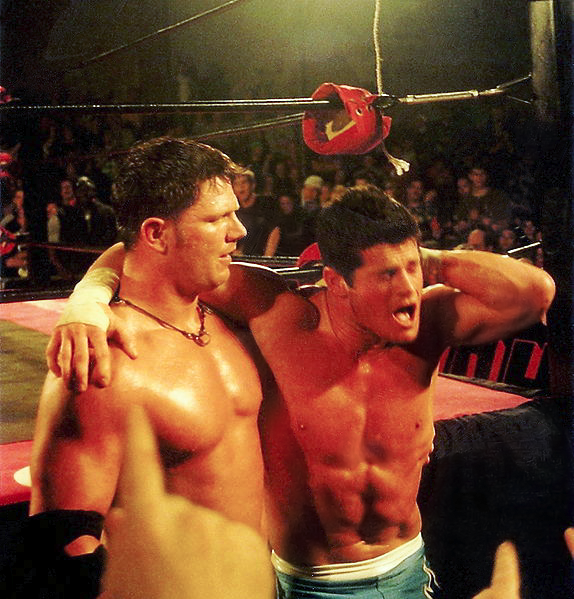
在一場2006年期間ROH的比賽上，與麥特·賽戴爾（右）的合影。

以馬里蘭州一帶為據點的榮耀擂臺摔角（Ring of Honor、ROH）職業摔角節目於2002年2月成立後，A·J當時在該節目系列第3集裡首次登場。在ROH裡A·J開始慢慢成為會場裡的主要選手，2003年ROH的成立週年節目上，便有讓他與洛·奇、保羅·倫敦，一同進行一場三方威脅攻防賽，同年3月A·J與驚奇瑞德搭檔，首次拿下ROH的雙打冠軍腰帶。
拿下雙打冠軍腰帶後，ROH開始安排讓A·J角逐世界冠軍腰帶的機會，之後A·J擊敗了「美國龍」丹尼爾·布萊恩，成為ROH世界冠軍腰帶頭號挑戰者，但最後不敵薩摩亞·喬未能得到冠軍。不過當ROH成立二週年時舉辦了一場純摔角技術的比賽，A·J在比賽上戰勝了CM Punk、吉米·瑞夫，以及麥特·史卓克等人拿到了第一任ROH純摔角冠軍腰帶。
ROH成立第三週年系列賽上，開始安排A·J與吉米·瑞夫產生過節。當時劇情走向是A·J不滿吉米在未得到他的允許下，擅自於比賽上使用了他的個人終結技，之後A·J便與吉米產生多次對抗。
A·J在ROH上的最後一場比賽是2006年8月4日上輸給薩摩亞·喬的比賽，那場比賽前A·J便有宣佈出即將要離開ROH的消息，當時會場播報員也在比賽結束後有特別向A·J致意。

#### TNA時期

##### 三冠王

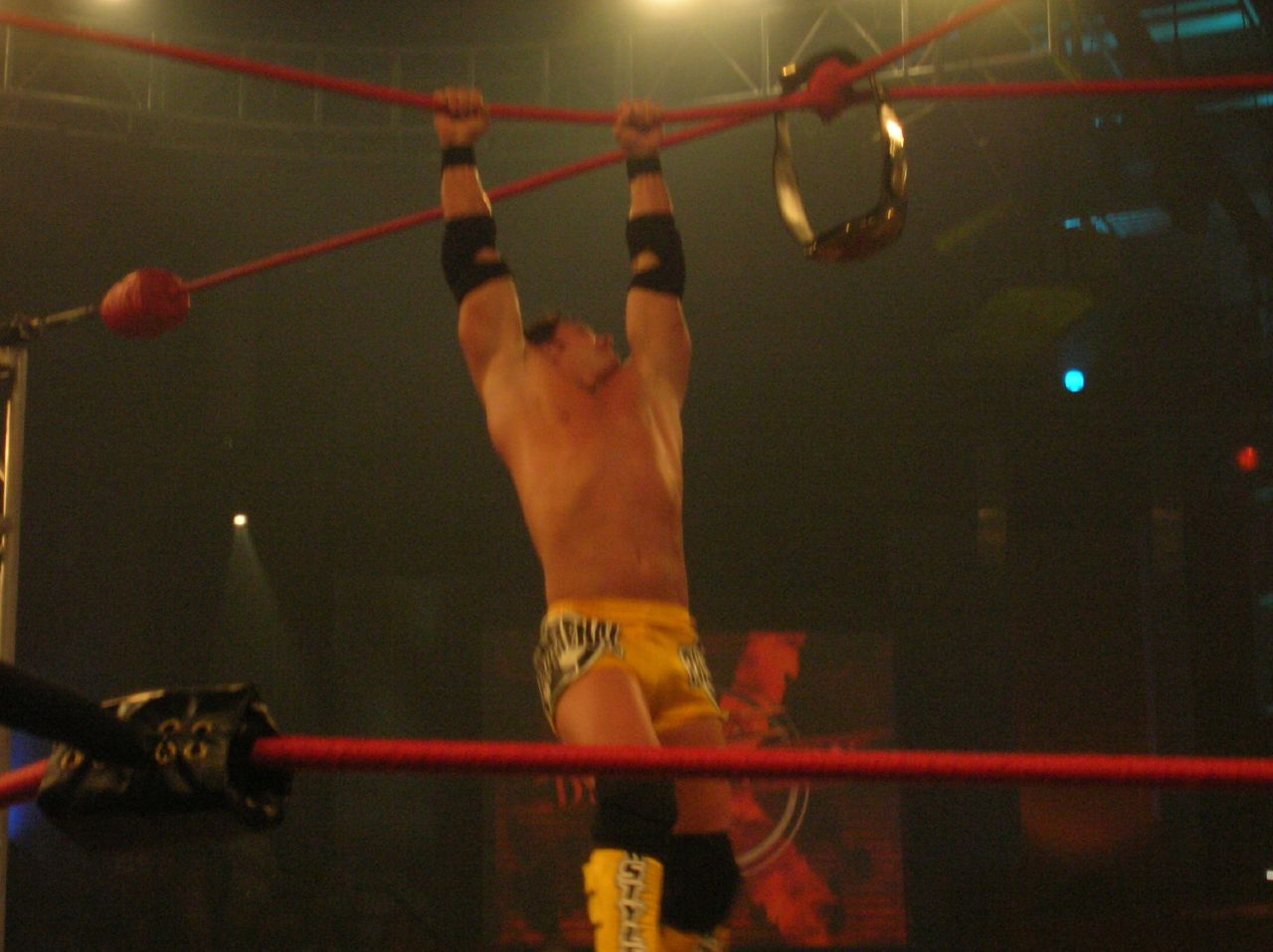
企圖搶下掛在擂台上X Division腰帶的A·J，他共有6次奪下此腰帶的記錄。

A·J過去在ROH出賽期間，也安排額外時間於TNA聯盟登場。他與TNA的首次接觸是從2002年5月開始，並且隔月成為TNA聯盟裡主打以各種華麗飛空摔角技巧為噱頭的「X Division」組別之首任冠軍。A·J剛進入TNA期間，主要圍繞在他過去於獨立圈便接觸過的傑里·林恩，以及洛·奇等對手之間的對抗，其中A·J也曾與傑里合組團隊，拿下雙打冠軍腰帶。到了年底TNA劇情撰寫者文斯·羅素構想出一個新劇碼，內容是在節目上成立出由自己所領導的反派團體「極限娛樂體育軍團」（Sports Entertainment Xtreme、S.E.X），來成為威嚇其他選手的存在，A·J之後便開始有與此團體對抗的橋段。
2003年2月A·J與當時重量級腰帶持有者傑夫·賈勒特對抗時，因A·J不滿S.E.X亂入干擾比賽，而朝向S.E.X成員攻擊。後續發生數次A·J與S.E.X對抗的戲碼，到了6月在面對與傑夫·賈勒特和瑞文的三方威脅攻防戰上，S.E.X雖同樣有入場干擾，但這回A·J則改變心意接受了S.E.X朝向賈勒特的偷襲，便順勢壓制對方拿下勝利成為新重量級腰帶得主。比賽結束時A·J雖開始與S.E.X合作轉型為反派選手，但他拿下重量級腰帶後，包含過去曾拿下的X Division腰帶，以及雙打冠軍腰帶成績的記錄，讓他成為TNA聯盟第一位拿下三種冠軍腰帶的三冠王選手。
A·J於2004上半年主要對手圍繞在傑夫·賈勒特，或是巨人型摔角手阿比斯之間。3月17日A·J雖輸給阿比斯失去挑戰NWA重量級冠軍腰帶的權利，但4月21日的地獄鐵籠戰擊敗了傑夫·賈勒特，得到他在TNA聯盟的第二次世界冠軍腰帶。之後A·J再次參與X Division的賽事，並於6月4日中擊敗法蘭奇·卡薩里安，繼2002相隔兩年再次獲得X Division腰帶。

##### 與丹尼爾斯的恩怨

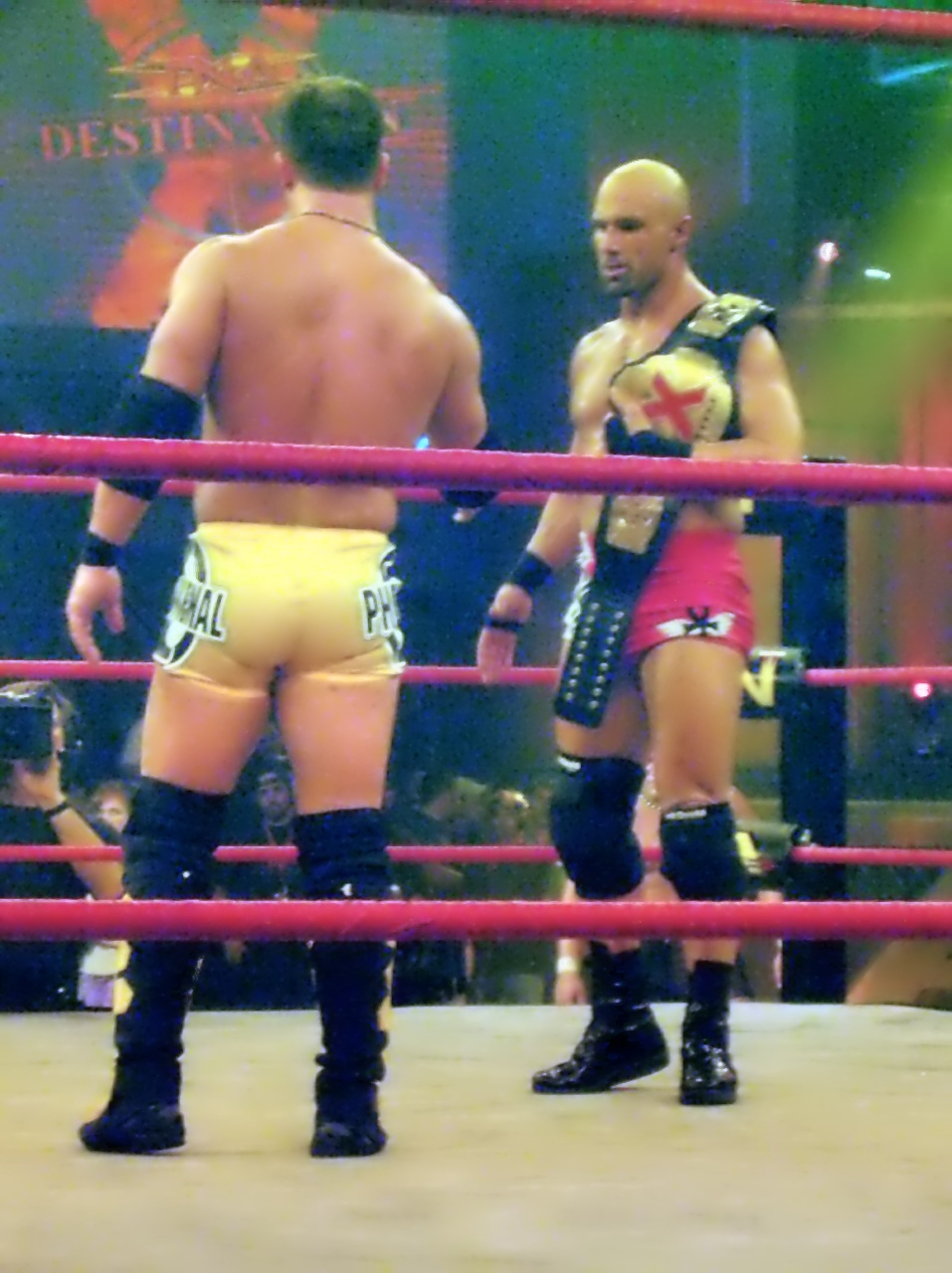
A·J與克里斯多福·丹尼爾斯（右）在2006年《Destination X》賽事上。

2005年期間A·J在TNA的演出，主要是與過去於獨立圈界裡常交手的克里斯多福·丹尼爾斯之間的對抗，當A·J在1月的《Final Resolution》第4度獲得X Division冠軍腰帶後，隔週節目開始對上了丹尼爾斯。起初幾次比賽是由A·J佔了上風，到了3月的《Destination X》大賽裡丹尼爾斯則將A·J持有的X Division冠軍腰帶奪下。
當年夏季另名也是A·J過去多次接觸過的選手薩摩亞·喬加入TNA後，和A·J同樣參加了7月《TNA Super X Cup Tournament》上，取得向丹尼爾斯持有的X Division冠軍腰帶挑戰資格之錦標賽。當時A·J和喬殺入最後決賽時，因丹尼爾斯的亂入讓喬打敗了A·J。之後丹尼爾斯因干涉行為，反被聯盟要求他必須在9月的《Unbreakable》大賽裡，得在腰帶防衛賽上同時面對A·J和喬兩人。而A·J、丹尼爾斯，與喬當時那場所打出的三人攻防戰最後結果，則是A·J第5度獲得X Division冠軍腰帶，該賽事之後有被評列為是該年度具五星級水準的最高內容比賽。10月份大賽《Bound for Glory》裡的30分鐵人戰中，A·J再次對上了丹尼爾斯並最後取得勝利。
隔年則出現了A·J與丹尼爾斯和解聯手組成團隊，一同將目標放置奪取雙打冠軍腰帶上的情形。從初期兩次的挑戰失利後，到了6月的《Slammiversary》倆人成功得到雙打冠軍。在A·J與丹尼爾斯合組的期間，多次與由拉丁美洲裔選手所組成的團體「LAX」對抗，其中9月《No Surrender》大賽中他們與LAX的雙打賽上有被評列為當年度TNA最佳比賽。
11月2日播出的節目上A·J贏得個人第六次X Division冠軍，並且列入向當時NWA冠軍腰帶持有者史汀的挑戰人選之一。但9日節目裡A·J輸給了阿比斯失去挑戰NWA冠軍腰帶資格，隨後16日節目A·J也在與丹尼爾斯和克里斯·沙賓對戰的X Division冠軍腰帶三人攻防戰中，靠著丹尼爾斯壓制沙賓成功將腰帶供手讓給對方。最後當月《Genesis》大賽上A·J對戰克里斯汀時，丹尼爾斯在比賽中途雖進場亂入援助；但卻造成反效果讓克里斯汀贏掉比賽，在比賽失利湧上彼此之前心結的劇情下，A·J開始指責丹尼爾斯的不是。
A·J與丹尼爾斯合組之最後一場賽事是11月23日面對The Naturals的雙打賽，倆人在將近半年合作的時間裡共拿下兩次雙打冠軍，且曾被摔角雜誌《Pro Wrestling Illustrated》評列為是2006年度最佳雙打團隊。

##### 克里斯汀陣營與安格陣營

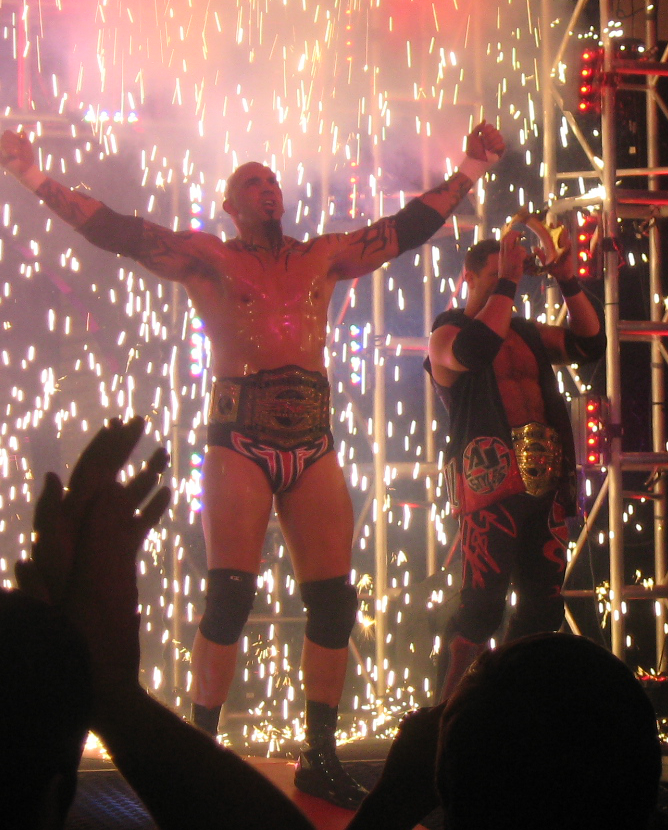
以雙打冠軍身份登場的A·J與湯可（左）。

2007年A·J投入了選手克里斯汀一方的陣營，A·J除了與克里斯汀的打手湯可合組成雙打團隊外，也有和寇特·安格一方的陣營對抗。
A·J與湯可之後在9月《No Surrender》上取得向當時雙打冠軍亞當·瓊斯及羅恩·克林斯挑戰的權利，接著隔月《Bound for Glory》裡A·J與湯可成功擊敗對手獲得到雙打冠軍腰帶。
11月《Genesis》裡，A·J在克里斯汀與法蘭奇·卡薩里安的鐵梯戰過程中試圖進場聲援克里斯汀，但反誤事造成克里斯汀輸掉比賽。而《Genesis》的壓軸賽寇特·安格聯合凱文·奈許對抗史汀與布克·T雙打賽中，A·J與湯可進場雖干擾想阻礙當時主要對手寇特，但最後也造成反效果讓寇特一方獲得勝利。在《Genesis》上的失利後，A·J被責難必須要從克里斯汀與寇特兩者其中一邊做出選擇，最後A·J選擇了加入了寇特。
加入寇特的陣營後，2008年2月出現了A·J迷上對方妻子凱瑞·安格（Karen Angle）的劇情線，中間除了有著A·J與寇特之間的爭執外，節目上也曾有出現過A·J宣佈即將要和凱瑞結婚的橋段。

##### 大滿貫
2008年夏季期間結束和寇特的恩怨後，節目上改安排A·J對上由史汀、凱文·奈許等老資歷摔角手所組成的反派團體「主賽黑手黨軍團」（The Main Event Mafia、M.E.M），當時A·J另與薩摩亞·喬、克里斯多福·丹尼爾斯等較年輕一輩的選手合組「TNA前線聯盟」（The TNA Front Line）來與對方抗爭，不過在10月《Turning Point》與12月《Final Resolution》等大賽上與M.E.M的對戰A·J都未能獲勝。
2009年2月裡A·J開始將目標放在M.E.M成員之一布克·T對方身上所特別持有的傳奇冠軍腰帶，到了3月的《Destination X》上A·J與布克·T一對一單打比賽，A·J最後戰勝了對方成功奪下傳奇冠軍腰帶。而A·J過去的三冠王記錄，加上此回的勝利成果，讓他成為TNA聯盟裡第一位拿過四種不同性質冠軍腰帶的大滿貫選手。
夏季期間史汀被M.E.M趕出且轉型成正派選手後，8月20日在節目上表示著自己來到已不年輕的人生階段，而A·J是最有資格接下他明星光環的人物。隔月《No Surrender》大賽中A·J面對寇特·安格和史汀等成員的5人攻防戰裡頭，史汀在過程中將獲勝的機會讓給A·J，讓他奪下TNA重量級冠軍腰帶。

##### Fortune軍團

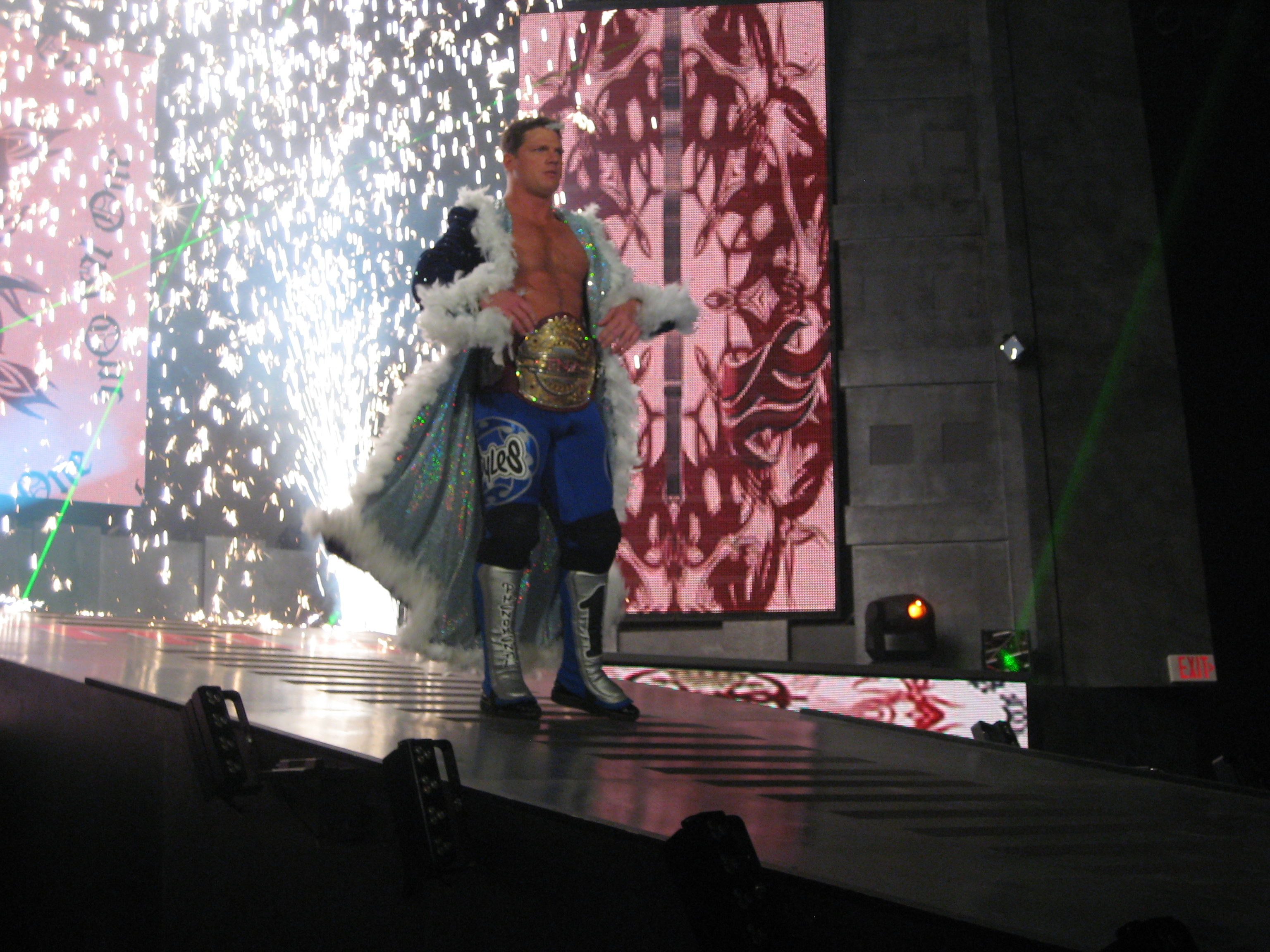
成為瑞克·福萊爾旗下的一份子後，A·J在入場造型也刻意改成模仿瑞克身著華麗大衣的風格。

2010年1月加入TNA聯盟的摔角老將瑞克·福萊爾，開始從節目上宣稱要把A·J培養為他的頭號弟子，並且有在A·J的一些比賽上收買裁判來使他獲勝，而A·J與瑞克合作期間再次轉型為反派選手。瑞克之後多次在A·J的比賽上干擾對手，使A·J能持續保有冠軍腰帶，不過之後4月19日的節目上A·J輸給了「R.V.D」羅伯·凡·達姆將腰帶易手，結束了長達211天的冠軍腰帶持有成績。
當年夏季瑞克結合了A·J、詹姆斯·史東、羅伯特·盧迪，法蘭奇·卡薩里安以上4人，成立了名為「Fortune」，一個模仿對照瑞克過去所組成之摔角組合「四騎士」（The Four Horsemen）的團體。在Fortune期間的A·J一開始主要跟由湯米·卓門、米克·佛利，及羅伯·凡·達姆等人組成的「EV 2.0」，或是由霍克·霍肯率領的「Immortal」等其它軍團對戰。
2011年2月17日節目上，瑞克在A·J與Immortal的成員麥特·哈迪一對一比賽中，背叛了自己成立的Fortune，投入到霍克的Immortal之下。之後A·J除與瑞克及麥特兩人發生一段期間的對抗外，克里斯多福·丹尼爾斯也在4月裡加入Fortune與他一同奮戰。秋季裡開始出現A·J與丹尼爾斯彼此有心結，逐漸不合的橋段，到了年底A·J於《Final Resolution》大賽上爭冠失利後，Fortune便面臨了解散。

##### 緋聞劇情
2012年5月後A·J接手了一連串偏向鹹濕的故事線路，內容一開始是他被爆料出疑似對TNA女總裁荻克西·卡特偷情，當月月底克里斯多福·丹尼爾斯和法蘭奇·卡薩里安則在節目上放出一段被錄下的電話對話內容，來向大家證明A·J與荻克西之間的不純關係。之後6月10日的《Slammiversary》大賽上寇特·安格與A·J組隊，來一同對抗丹尼爾斯和卡薩里安。
6月21日A·J與荻克西在節目上表示他們之間關係的清白後，透露出他們先前私下會常聚在一起，是因為要幫助一位有染上毒癮的女性克蕾兒·林奇（Claire Lynch）。到了隔週劇情則直轉急下演變成丹尼爾斯向觀眾爆料著克蕾兒懷有一名私生子，而A·J就是那名孩子的父親。此段情節最後結果是克蕾兒實際上並沒有懷孕，一切都是丹尼爾斯和卡薩里安在背後所主導為了陷害A·J的陰謀。A·J與克蕾兒這段的情節，曾被多個傳媒評為是TNA聯盟內容最糟的戲碼之一。
到了年底《Final Resolution》大賽裡A·J敗給了丹尼爾斯後，A·J在之後的節目上透露著，開始有念頭想做自己真正要的事情。

##### 離去
2013年A·J外觀造型上開始將頭髮留長，並蓄起鬍子。10月裡的《Bound for Glory》大賽上A·J雖擊敗霸凌瑞獲得了腰帶，但隔週節目上A·J宣稱未跟TNA聯盟簽署往後的合約。到了10月29日總裁荻克西·卡特則宣佈要將A·J持有的腰帶騰空出來。
12月2日進行了A·J待在TNA的最後一場比賽，內容是對上馬格納斯的一對一單打，過程當中有多名選手亂入攻擊A·J來企圖使馬格納斯獲得勝利，中間雖有史汀進場設法支援A·J；但最後仍不敵其他眾人。12月8日TNA表示已無和A·J續約的可能，到了12月17日宣佈A·J已是屬於自由選手身份，A·J便離開長達將近12年合作關係的TNA聯盟。

#### 重回ROH與獨立圈

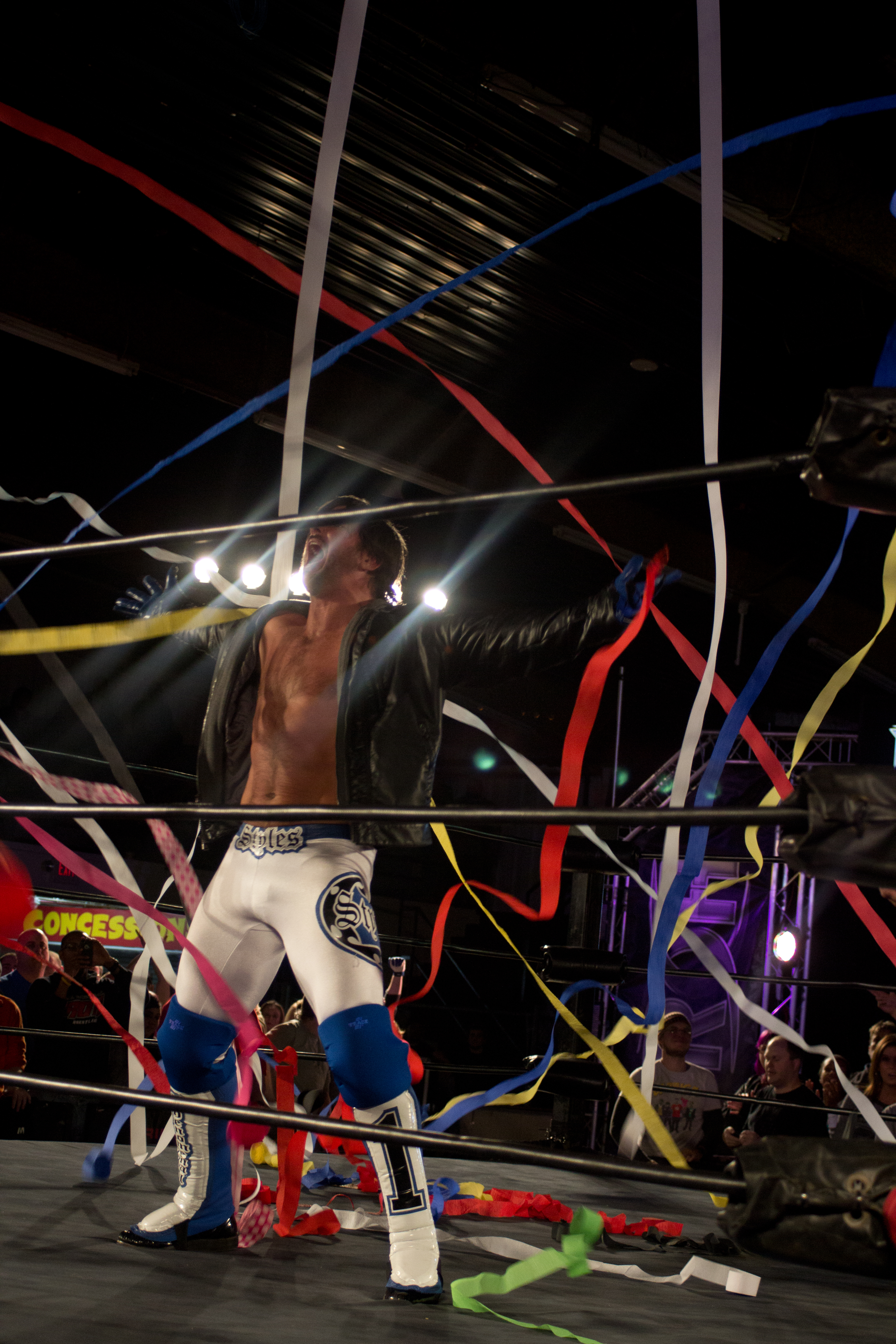
2014年1月4日返回ROH聯盟的A·J。

在告別TNA前往海外新日本摔角聯盟發展的其它時間空檔，與往後進入WWE之前的一段日子裡，A·J有返回先前待過的ROH聯盟與其它地方獨立圈演出。
A·J再次於ROH聯盟上露面是2014年1月4日對上羅德瑞克·史壯的一對一單打賽，並且有參與2月21日的ROH聯盟12週年慶的特別賽事。在2015年9月18日第七屆《All Star Extravaganza》大賽裡A·J在一場四人攻防戰中獲勝，得到向ROH世界冠軍腰帶頭號挑戰者的資格，不過在年底的《Final Battle》未能成功擊敗當時的ROH世界冠軍腰帶持有者傑·萊塔爾。A·J加入WWE前最後一場在ROH的演出是2016年1月23日在喬治亞州杜魯斯所舉辦賽事，為接近A·J住所蓋恩斯維爾的地方，當時在節目裡有特別請來A·J在新日本摔角聯盟結識的子彈俱樂部成員路克·蓋洛斯、卡爾·安德森，和揚·巴克斯兄弟前來助陣。
獨立圈方面，A·J有在2014年2月和8月期間前往皆長達11年未登場露面的戰鬥區域摔角（Combat Zone Wrestling、CZW）、職業游擊戰摔角（Pro Wrestling Guerrilla、PWG）聯盟上出現。其中2015年3月11日在家庭摔角娛樂（Family Wrestling Entertainment、FWE）裡一場面對當時FWE重量級冠軍腰帶持有者約翰·莫里森的三回合取兩勝賽事上，A·J在先被約翰·莫里森壓制成功後連下兩城得到了冠軍腰帶。
美國海外部份A·J是前往英國的地方摔角界居多。不過在2014年3月1日普雷斯頓舉辦的賽事上，有發生A·J的對手「獅心」安德瑞·麥卡倫在受招A·J的終結技時沒配合好，導致安德瑞頸部受到嚴重傷害的意外情況。2016年1月14日在雪菲爾的比賽裡，A·J首次面對到「619大師」雷·密斯特里歐，並且有成功拿下勝利。1月16日在倫敦的革命職業摔角（Revolution Pro Wrestling 、RPW）裡則是挑戰RPW英國冠軍腰帶失利。A·J加入WWE後最後一次在獨立圈的露面，是2016年2月5日於他的居住地喬治亞州當地之摔角圈喬治亞州首席摔角（Georgia Premier Wrestling、GPW）上。

#### 新日本時期

##### 子彈俱樂部

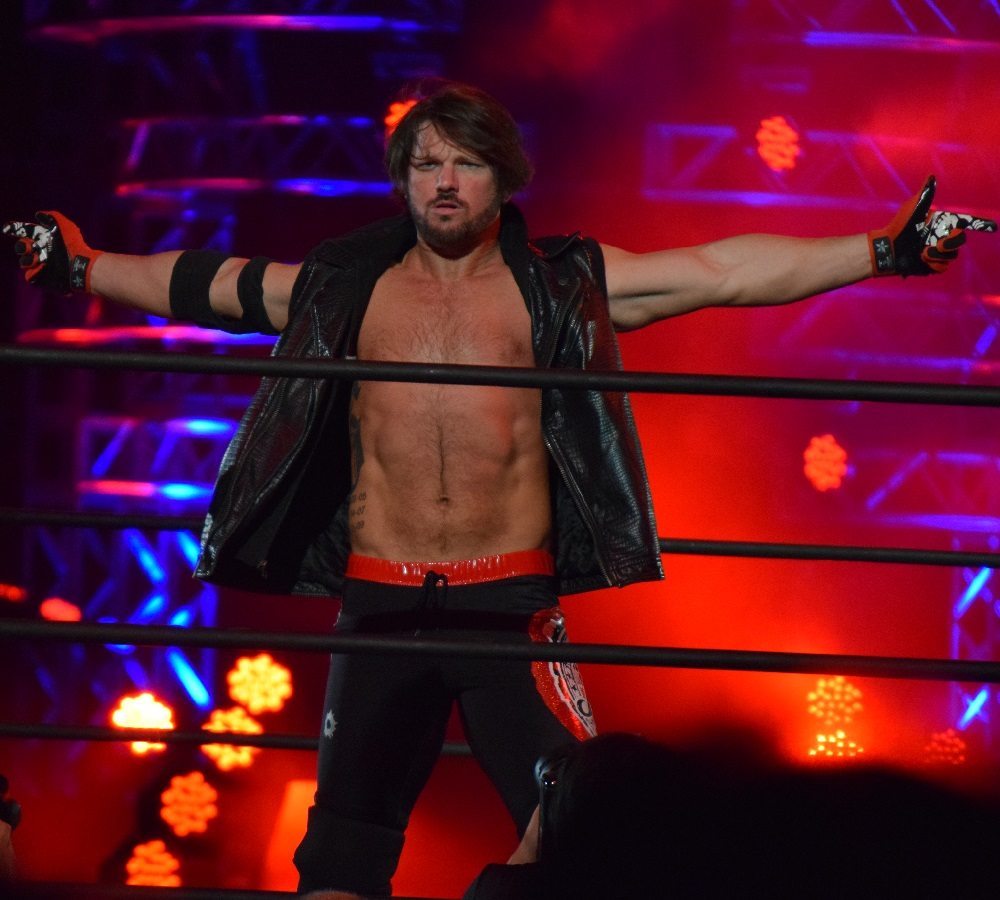
2015年8月A·J在大阪府府立體育館現場。

離開TNA後A·J有與新日本職業摔角完成簽約，首次登場是在2014年4月6日《INVASION ATTACK 2014》比賽會場上，當天節目裡他以亂入的方式攻擊了當時IWGP冠軍腰帶持有者岡田和睦後，宣佈將要角逐IWGP冠軍腰帶的挑戰，並表明個人成為了反派團體「子彈俱樂部」的成員之一。當時子彈俱樂部雖然名義上的領導者是卡爾·安德森，A·J加入後則被拱為團體當中新領導人物。
5月3日當天A·J參與了他在新日本簽約後的第一場出賽，比賽結果是A·J打敗了岡田和睦成為第60任新的IWGP冠軍腰帶持有者，是相隔自2005年的布洛克·雷斯納後在新日本拿下此頭銜的外籍選手，以及在此之前歷屆IWGP王者記錄當中身材最小的一位。之後A·J數次腰帶防衛成功，直到10月13日的《King of Pro-Wrestling》大賽上輸給棚橋弘至將腰帶易手。
12月《WORLD TAG LEAGUE》大賽裡A·J與子彈俱樂部成員之一高橋裕二郎合組雙打團隊，想角逐IWGP雙打冠軍，但最後積分沒贏過同為子彈俱樂部成員路克·蓋洛斯與卡爾·安德森的組合。

##### 二次IWGP冠軍

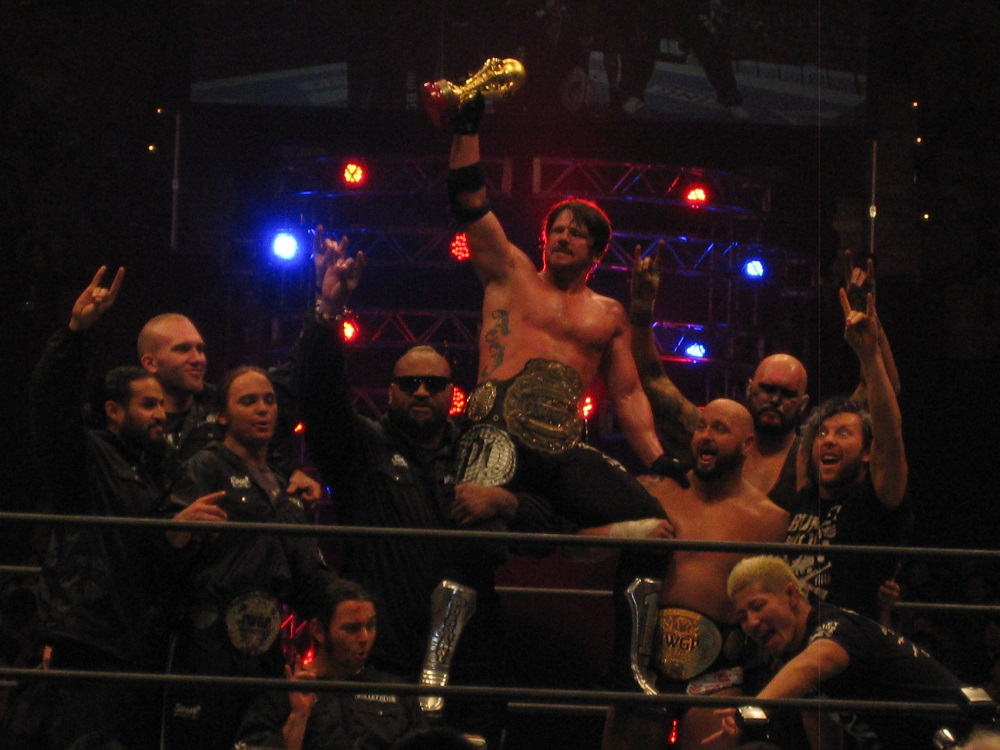
子彈俱樂部全體成員舉起A·J，慶祝他第二次奪下IWGP冠軍腰帶。

2015年1月的《Wrestle Kingdom 9》大賽裡A·J拿下與內藤哲也的一對一單打賽獲勝後，開始將目標放在IWGP冠軍腰帶的爭逐賽。在2月11日《THE NEW BEGINNING in OSAKA》中擊敗先前所輸給的棚橋弘至，身涯第二次拿下IWGP冠軍腰帶頭銜。
4個月後新日本摔角的夏季年度大賽《G1 Climax》上，A·J最後因賽程積分上不敵岡田和睦而失去腰帶。夏季結束時A·J有於9月回到美國賓州參加CHIKARA聯盟的一些賽事，10月裡則繼續在新日本向岡田和睦挑戰IWGP冠軍腰帶；但最後未能獲得勝利。
12月A·J再次與高橋裕二郎合組雙打團隊在《WORLD TAG LEAGUE》上參加新日本雙打公式聯賽，不過結果仍未成功且產生傷勢。

##### 離日
A·J痊癒復歸後，於2016年1月4日向IWGP IC王者中邑真輔挑戰失利，輸給中邑真輔比賽後幾個小時開始傳流出A·J即將離開新日本前往WWE的消息。
隔天《NEW YEAR DASH !!》比賽裡A·J和子彈俱樂部成員肯尼·奧美加合組面對中邑真輔與吉橋伸雄的挑戰，此雙打賽最後是由A·J一方贏得勝利。當贏得勝利時肯尼突然冷不防地攻擊了A·J，其餘子彈俱樂部成員在見狀衝進了擂台時表面上是要阻止內鬨，但隨後都一同攻擊A·J。之後肯尼向觀眾宣佈A·J已被團體給拋棄，並將由自己擔任團體的新領導者。
當節目安排讓子彈俱樂部全員一同背叛A·J離開場邊後，被打倒在擂台上的A·J在現場觀衆歡呼給予鼓勵之下，起身向大眾致意離去。

#### WWE時期

##### Y2AJ與俱樂部

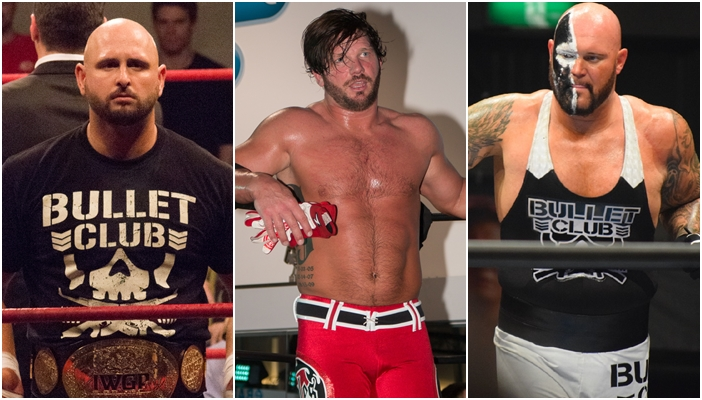
A·J有與他過去在新日本聯盟共事的路克·蓋洛斯（右）及卡爾·安德森（左）於WWE組成團隊「俱樂部」。

2016年1月24日於WWE第29屆《皇家大戰》的壓軸賽30人混戰中，A·J以第3順位登場，面對在擂台上尚未被淘汰的選手羅曼·瑞恩斯，過程裡A·J雖撐了近半小時之久，不過最後遭第18順位進場的凱文·歐文斯給淘汰。
在WWE露面後，節目製作群開始安排他與「Y2J」克里斯·傑利可發生劇情恩怨。2月底A·J曾與對方合組名為「Y2AJ」的雙打組合，一同向由科菲·京斯頓、賽維爾·伍茲、Big E·蘭斯頓，以上三人組成的團體「New Day」對抗。3月7日《Raw》節目上Y2AJ挑戰New Day所持有的WWE雙打冠軍腰帶失利後，出現克里斯·傑利可與A·J之間關係分裂戲碼，並有在4月3日第32屆《摔角狂熱》上安排兩人一對一對決的單打賽。
4月11日《Raw》節目當中，先前A·J在新日本摔角聯盟加入的團體子彈俱樂部當中成員路克·蓋洛斯與卡爾·安德森突然現身在節目上攻擊了烏索兄弟引發騷動。隔週當A·J與WWE世界冠軍持有者羅曼·瑞恩斯互相對峙後要離開時，路克·蓋洛斯與卡爾·安德森也現身會場干擾羅曼·瑞恩斯，來援助A·J，之後A·J與他們兩人合組名為「俱樂部」（The Club）的團體，來擔任節目上的新反派組合。
A·J成為反派期間有讓他與5月底回歸節目的約翰·希南發生恩怨，其中於6月19日第7屆《公事包大戰》大賽裡，A·J有在和約翰·希南一對一單打比賽中拿下勝利。之後夏季期間WWE製作群規劃讓旗下選手各在《Raw》和《SmackDown》兩邊節目發展，當時路克·蓋洛斯與卡爾·安德森被分配至《Raw》，而A·J則被調至《SmackDown》裡。

##### 單飛至SmackDown

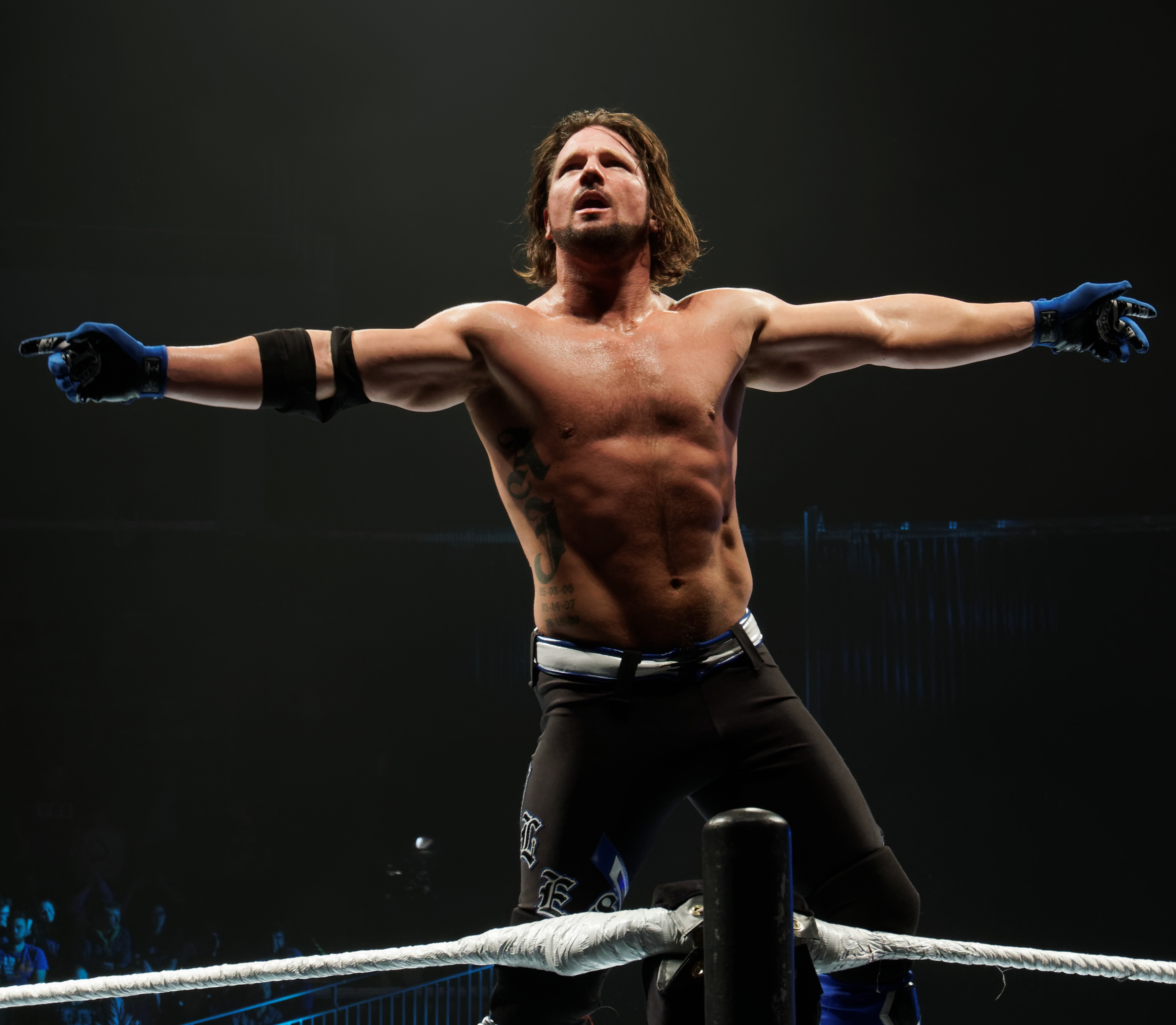
在2016年4月期間WWE比賽會場上的A·J。

從俱樂部拆夥單飛至《SmackDown》後，節目開始規劃A·J角逐WWE世界冠軍的內容。9月11日第12屆《爆裂震撼》壓軸的冠軍挑戰賽上，A·J擊敗了迪恩·安布羅斯，拿下了個人首次在WWE得到的冠軍腰帶。之後A·J持續與迪恩發生對抗劇情，包含讓約翰·希南介入兩人之間的紛爭，後續10月9日第12屆《完全終結》裡有著A·J與他們倆人同台互相對抗的三方威脅賽，結果是A·J腰帶防衛成功。
《完全終結》演出結束後，製作群另找來從獨立圈所簽下，在節目負責擔任丑角的詹姆斯·艾爾斯沃茲來介入A·J與迪恩的對抗，其中A·J與詹姆斯·艾爾斯沃茲數次單打的比賽中，皆有著A·J被迪恩干擾，或是被對方惹惱的情況下做出犯規動作輸掉比賽，也讓詹姆斯成為有從A·J手上拿下3次勝利記錄的選手。A·J與詹姆斯的之間過節，最後是12月20日《SmackDown》節目上，詹姆斯自認可憑自己本事來贏過A·J而向對方挑戰，但反被A·J在一分鐘內打敗的情況下結束。
2017年1月29日第30屆《皇家大戰》裡再次上演A·J對抗約翰·希南的戲碼，結果是A·J輸給了對方將腰帶易手，結束約連續140天持有此頭銜的成績。
後續節目開始安排A·J在WWE美國冠軍腰帶的爭奪劇情線上。4月11日《SmackDown》裡A·J戰勝巴隆·柯賓和山米·贊恩倆人後取得美國冠軍腰帶的頭號挑戰資格，不過在第17屆《爆裂震撼》上A·J雖輸給了當時腰帶持有著凱文·歐文斯。之後7月4日A·J打敗了美冠挑戰者之一查德·蓋柏，取得7月23日第5屆《WWE殺戮戰場》上再次向凱文挑戰的機會，而在7月7日的麥迪遜廣場花園巡迴賽上，A·J打敗了凱文獲得生涯首次的WWE美國冠軍，也讓《殺戮戰場》2人對戰的戲碼攻守易位。
儘管A·J的腰帶於《殺戮戰場》上被凱文搶回去，到了7月25日《SmackDown》上A·J正向凱文要求重賽時，前美冠持有者之一克里斯·傑利可突然冒出在節目裡提出他也有向凱文要求重賽的資格。A·J最後在與凱文和傑利可的三人攻防戰上勝出，再度奪下美冠腰帶。之後A·J是在10月8日《地獄鐵籠》中與巴隆·柯賓和泰·迪林傑的三人攻防戰裡防衛失敗，讓巴隆將美冠腰帶搶下。
失去美冠後節目開始安排A·J與當時WWE世界冠軍持有者金德·馬哈爾發生過節。其中的突發插曲是10月22日《TLC大戰》上，原先有一場安排賽程是布雷·外耶特對上以「惡魔王」之姿登場的芬恩·貝勒，但比賽前外耶特因私下照顧得到傳染病的親弟弟波·達勒斯緣故，讓製作小組為了防止會有傳染到後台其他選手的情況，便臨時改讓A·J上陣。雖然該賽事由芬恩獲得勝利，這2位過去皆曾在新日本職業摔角擔任過子彈俱樂部領導者的選手，賽後有互相做出子彈俱樂部的招牌手勢「Too Sweet」來彼此敬意。在11月7日《SmackDown》上WWE世界冠軍戰中A·J成功打敗金德·馬哈爾，除拿下生涯第二次WWE世界冠軍外，也讓11月19日《強者生存》裡環球冠軍與世界冠軍兩方持有者對戰的戲碼，改變成是「野獸」布洛克·雷斯納要對上A·J，不過該對戰裡A·J最後是輸給了對方。

##### 防衛紀錄

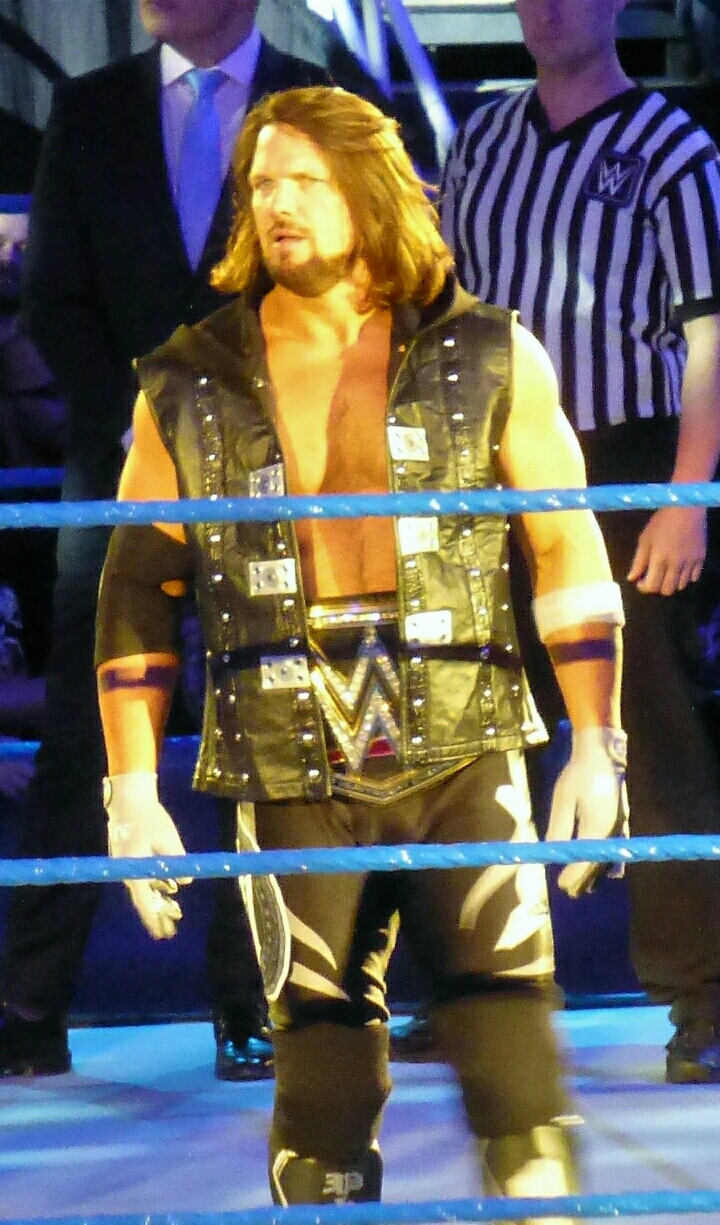
A·J有創下持有WWE世界冠軍腰帶超過一年的時間。

《強者生存》結束後，A·J開始和凱文·歐文斯以及轉型為反派的山米·贊恩發生劇情。在2018年1月28日第31屆《皇家大戰》上A·J和他們兩人進行一場一對二的讓步賽，最後是A·J取得了勝利且腰帶防衛成功。而當時《皇家大戰》的壓軸30人混戰賽優勝者中邑真輔，取得了在4月第34屆《摔角狂熱》上，向A·J挑戰世界冠軍腰帶的資格。
不過在《摔角狂熱》裡A·J戰勝中邑保住冠軍頭銜時，在賽後A·J向中邑彼此勉勵當中，突然被中邑攻擊要害而倒地。之後A·J開始向轉型為反派的中邑發生多次對抗，後續在4月27日首屆《Greatest Royal Rumble》裡面對中邑的一對一冠軍資格單打賽、或是5月6日第14屆《爆裂震撼》的不限規則戰、以及6月7日第9屆《公事包大戰》的殊死賽，三次大賽碰頭A·J都有防衛成功，未讓中邑有機會拿下腰帶。
7月24日《SmackDown》節目中，節目經理霈橘要為A·J揭露在8月19日第31屆《夏日衝擊》他的腰帶挑戰者過程裡，過去A·J在ROH、TNA時期的老對手薩摩亞·喬突然冒出對他襲擊，之後喬在對A·J的挑戰合約上簽了字。在《夏日衝擊》面對喬的比賽裡，A·J的妻子溫蒂（Wendy）有攜帶長女一同在場邊觀賽，因喬在比賽中不時騷擾溫蒂讓A·J感到憤怒而對喬做出犯規攻擊，導致A·J因此被取消比賽資格。雖然在《夏日衝擊》裡失去比賽資格，但A·J仍保有腰帶，並且在《夏日衝擊》前的8月15日《SmackDown》節目上達到了持有冠軍腰帶281天之久，超越了之前《SmackDown》選手「JBL」約翰·萊菲爾德的280天成績。而A·J持續被喬以他私下的家人事物給挑釁，並要在9月16日第10屆《地獄鐵籠》再一次面對喬的挑戰。在《地獄鐵籠》裡，比賽途中A·J雖遭到喬的勒頸技攻擊；但當時A·J被喬勒住時，自己的姿勢剛好是處於壓在喬的身上，這個情況讓裁判當時誤認為A·J壓制住喬而開始拍地數三下，宣佈A·J獲勝。10月6日在美國海外澳大利亞墨爾本舉行的《Super Show-Down》大賽，A·J在一場對上喬的不限規則冠軍防衛賽再次勝出。
A·J的腰帶直到11月13日被丹尼爾·布萊恩給擊敗讓出，在此之前A·J維持了長達371天的世界冠軍頭銜。
輸給丹尼爾後，A·J在12月16日《TLC大戰》上向對方挑戰企圖奪回腰帶但失敗。到了2019年1月27日第32屆《皇家大戰》裡，A·J向丹尼爾做出第二次挑戰，這一回則是在埃爾伊克·洛望中途闖入賽事干擾之下，再次輸給對方。2月17日第16屆《行刑室鐵籠戰》裡，A·J和丹尼爾、蘭迪·歐頓、傑夫·哈迪等共六人舉行一場取得世界冠軍腰帶的鐵龍戰，在該場賽事A·J是遭到歐頓淘汰，也未能挑戰腰帶成功。
《行刑室鐵籠戰》結束後節目製作以A·J遭歐頓淘汰的橋段，作為兩人之間恩怨劇情的開端，之後A·J在4月7日第35屆《摔角狂熱》上與歐頓的一對一單打賽戰勝了對方。另外該場賽事A·J在過程中有受了傷，而暫時未在往後幾天的節目裡露面

##### 返回RAW
4月15日在WWE年度選手分配裡，宣佈把A·J調回到《RAW》節目上。回到《RAW》裡，A·J首場賽事是與賽特·羅林斯、羅曼·瑞恩斯聯手對抗巴隆·柯賓、祖魯·麥金泰爾、巴比·萊士利的三對三大戰。
隔週節目上，執行長Triple H宣佈將舉行挑戰環球冠軍的資格賽。之後A·J連續在4月22日資格賽上獲勝，成為在5月19日所舉行的《公事包大戰》上，向環球冠軍王者賽特·羅林斯挑戰的對抗者。之後在《公事包大戰》上A·J輸給了羅林斯，當時A·J也在賽事中出現傷勢，而離開節目一陣子。
傷癒後的A·J於6月24日再次出現在《RAW》節目裡，在一場非腰帶挑戰的賽事上擊敗了當時美國冠軍持有者瑞克賽。隔週7月1日節目上，A·J向瑞克賽的美國冠軍進行挑戰，這回是瑞克賽獲勝防衛腰帶成功。賽後A·J在假裝向瑞克賽釋出善意後偷襲了對方，並叫待在場邊觀看的路克·蓋洛斯與卡爾·安德森一同攻擊瑞克賽，這是A·J自2017年4月期間之後，再次轉型為反派選手。在7月14日《極限規則》大賽裡的美國冠軍防衛戰上A·J擊敗了瑞克賽，拿下個人在WWE生涯裡的第三次美國冠軍。

##### O·C
在7月22日《RAW》節目上，A·J表示要以簡稱為「O·C」的「元祖俱樂部」（Original Club），作為他與路克·蓋洛斯、卡爾·安德森等人再次組合的團隊名稱。之後在8月11日的《夏日衝擊》、9月15日的《冠軍之戰》等大賽上，A·J都有連續防衛美國冠軍腰帶成功。A·J直到11月25日《RAW》上輸給雷·密斯特里歐才將腰帶易手，在此之前他持有美國冠軍的時間達134天。
2020年1月26日A·J與蓋洛斯、安德森一同參加《皇家大戰》裡的30人混戰，但O·C全體成員被蘭迪·歐頓以及在賽事途中強勢回歸WWE的選手Edge給淘汰出局。而當時A·J在面對Edge的終結技茅槍撞擊（Spear）時，在受招途中出了狀況引發傷勢，因此暫時離開節目數週。
2月17日A·J回到《RAW》節目上，表示自己將會輕鬆贏得2月27日在沙烏地阿拉伯舉行《Super ShowDown》裡的一場5人制生存淘汰賽。進行《Super ShowDown》大賽的當天，A·J以倒數第二的順位進場後，解決了當時仍留在場上的選手R-Truth，之後A·J示意讓蓋洛斯與安德森攻擊最後順位進場的雷·密斯特里歐，以確保自己是場上最後留下的選手。在已經沒有其他選手可以進場的情況，A·J正要收下勝利時突然發現會場的大螢幕出現蓋洛斯與安德森遭送葬者襲擊的情況，隨後送葬者冒出在擂台上擊倒了A·J，成為該賽事的優勝者。
《Super ShowDown》上出現預想不到的情況後，3月2日《RAW》裡A·J開始向送葬者叫囂。隨後3月8日《行刑室鐵籠戰》A·J與阿萊斯特·布萊克的一對一不限規則單打賽上，再次出現送葬者亂入讓A·J輸掉比賽的情況。到了3月9日的《RAW》，A·J正式向送葬者宣戰，表明要在《摔角狂熱36》上進行一場對決。而該場比賽的形式，則是送葬者最拿手的墳場戰。

## 擂台資料

### 招式

#### 終結技
- 史泰爾斯衝擊（Styles Clash）

以類似倒栽蔥（PileDriver）的方式抓住對手後，兩腳跨過對方左右手固定好姿勢時，將對手全身朝向地板撞擊的招式。
- 非凡前臂肘打（Phenomenal Forearm）

是A·J站在擂台外圍一躍，踩到最上方繩圈作為跳板後，來朝向站在擂台內的對手使用右前臂一帶攻擊。
- 超人飛撲（Superman）

同樣是A·J站在擂台外圍一躍，踩到最上方繩圈作為跳板後於半空中將全身迴旋一圈，來朝向躺在擂台內對手所使用的450度身體撲擊（450 Splash）。
- 小腿粉碎固定（Calf Crusher）

當對手面朝下倒向擂台時，一腳穿過對方胯下後，將自己大小腿夾住對方膝蓋一帶時，用雙手把對方小腿使勁朝自己方向拉過來的固定技。
- 足部四字固定（Figure-Four Leglock）

是加入瑞克·福萊爾一方的期間，引用自瑞克個人的招牌固定技。

#### 代表招式
- 金臂勾（Clothesline）
- 迴旋金臂勾（Discus Clothesline）
- 跳躍踢擊（Drop Kick）
- 倒掛踢擊（Pelé Kick）
- 迴旋踢擊（Spin Kick）
- 橋式踢擊（Super Kick）
- 延髓斬踢擊（Enzuigiri）
- 非凡連發突擊（Phenomenal Blitz）
- 非凡DDT（Phenomenon DDT / Stylin' DDT）
- 龍捲風DDT（Tornado DDT）
- 阿根廷折背式炸彈摔（Argentine Powerbomb）
- 推車型顏面落下技（Wheelbarrow Facebuster）
- 肩車式頸部粉碎（Fireman's Carry Neckbreaker）
- 垂直落下式（Brainbuster）
- 蛙式撲擊（Frag Splash）
- 流星撲擊（Shooting Star Press）
- 迴旋天鵝式炸彈（Corkscrew Senton Bomb）
- 夾頭翻摔（Frankensteiner）
- 武藤鎖（Muta Lock）

- 一發朝向克里斯·傑利可的金臂勾。
- 給予麥特·摩根（英语：Matt Morgan）跳躍踢擊。
- 對甘迺迪先生施展倒掛踢擊。
- 用足部四字固定將寇特·安格給鎖住。

## 主要冠軍頭銜與成績
WWA聯盟
- WWA洲際巡航艦級冠軍腰帶1次

NWA Wildside
- NWA Wildside重量級冠軍腰帶1次
- NWA Wildside電視冠軍腰帶3次

ROH聯盟
- ROH純摔角冠軍腰帶1次
- ROH雙打冠軍腰帶1次

TNA聯盟
- NWA重量級冠軍腰帶3次[註 1]
- NWA雙打冠軍腰帶4次
- TNA重量級冠軍腰帶1次
- TNA世界冠軍腰帶2次
- TNA傳奇冠軍（電視冠軍）腰帶2次
- TNA X Division冠軍腰帶6次
- 三冠王5次
- 大滿貫2次
- 2013年Bound for Glory大賽系列最高積分累計者

PWG聯盟
- PWG世界冠軍腰帶1次

RPW聯盟
- RPW重量級冠軍腰帶1次

新日本摔角聯盟
- IWGP重量級冠軍腰帶2次

WWE聯盟
- WWE冠軍腰帶2次
- WWE美國冠軍腰帶3次
- WWE洲際冠軍腰帶1次
- Raw雙打冠軍1次 (現任)

## 評價
英國的《獨立報》有專欄評論著A·J過去十多年在TNA聯盟裡的表現，可比是該聯盟最珍貴的御寶。並認為WWE聯盟願意簽下A·J，代表著他的存在，影響到WWE執行長文斯·麥馬漢過去一向認為高大且強健的肌肉棒子才是捧為摔角一線巨星必要條件之思維。《今日美國》在2017年3月把A·J視為2016年期間WWE節目裡表現最好的選手，認為他該年度與約翰·希南及羅曼·瑞恩斯之間對戰戲碼證明出他了解如何塑造出好的比賽內容。
與A·J在TNA聯盟共事多年的寇特·安格，於2016年於ESPN節目上的訪談表示著A·J是他過去交手過天份最特別、少見的優異選手，並且看好他之後待在WWE聯盟上的發展。WWE選手克里斯·傑利可2017年5月在《Busted Open Rdio》廣播上，提及A·J是他認為目前WWE裡頭最好的選手。前WWE播報員吉姆·羅斯認為讓A·J擔任《SmackDown》節目上世界冠軍會是很好的敲定內容，因為他有能力與《SmackDown》上任一選手營造出精彩的比賽。
摔角選手經理人保羅·黑門表示A·J具有尚恩·麥可、布雷特·哈特、瑞克·福萊爾等選手特質，並將這些人物的風格給進化使他能成為擂台內最非凡的表演者，並提及在2017年11月19日《強者生存》大賽裡，在場邊很享受也很榮幸能近距離看他演出。

## 私人生活
在高中時期艾倫認識了一位名叫做溫蒂（Wendy）的女性，他們之後於2000年完成婚姻。溫蒂在完成學業後擔任教師的工作，她有為艾倫生下了依序為艾傑·柯維爾·瓊斯（Ajay Covell Jones）、艾佛利·瓊斯（Avery Jones）、艾爾比·瓊斯（Albey Jones），和艾琳·瓊斯（Anney Jones）的4名子女，其中艾杰·柯維爾·瓊斯的中間名「柯維爾」，是艾倫用於紀念他和克里斯多福·丹尼爾斯之間的友情（對方本名為丹尼爾·柯維爾）。另艾倫在右腹部的「05-03-05」、「02-14-07」、「09-15-09」，以及在2016年補上的「10-08-14」數字圖示刺青，代表著他4名子女所出生的月-日-年時間。
宗教方面艾倫是名基督徒，他曾表示過上帝是他生命裡最重要的事物，其次則是家庭。喜愛的音樂類型方面是基督教嘻哈，並自認對於該音樂流派歷史發展的認知，有到專精的程度。欣賞的歌手則有Lil' Raskull、FTF，以及L.G. Wise等等。
艾倫是電子遊戲的狂熱愛好者，個人住家除了擁有索尼、世嘉、微軟，和任天堂等各廠商所發行遊戲主機外，還有著像是Neo Geo街機機台等各種特別收藏。私下最喜愛的摔角類型電子遊戲是任天堂64平台上的《VR摔角2～王道繼承～》，其它以前玩過喜歡的遊戲則有《超級瑪利歐兄弟USA》、《快打旋風II》、《雙截龍》等等。過去艾倫曾在得到超級任天堂主機的聖誕節裡，當天晚上通宵將《超級瑪利歐世界》玩到破關。他也是WWE選手賽維爾·伍茲所經營以遊玩電子遊戲為主題的Youtube頻道《UpUpDownDown》常客，之後《UpUpDownDown》有替他另外開設名為《Retro Styles》的節目系列，內容是他向觀眾介紹採購二手經典老遊戲、主機的過程。艾倫也有在線上遊戲直播平台Mixer裡活動，並以個人摔角終結技「STYLESCLASH」作為在該平台使用的帳號。

## 外部連結
- A·J·史泰爾斯在WWE官方網站的介紹（页面存档备份，存于）（英文）
- A·J·史泰爾斯的X（前Twitter）（英文）
- A·J·史泰爾斯的Facebook專頁（英文）
- A·J·史泰爾斯的Instagram帳戶（英文）
- A·J·史泰爾斯的Twitch频道（英文）